# Sanremói Dalfesztivál

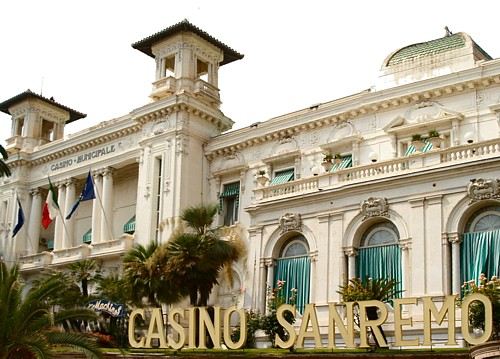
Sanremo

A Sanremói Dalfesztivál (Festival della canzone italiana) Olaszország leghíresebb fesztiválja, minden év februárjában a liguriai Sanremóban rendezik meg.

## Története
- 1951-ben rendezték az első ilyen dalfesztivált, amit kezdetben az olasz dalfesztiválnak neveztek. A fesztivál helyszíne a Sanremói Kaszinó volt 1951–1976 között. Az akkori győztes Nilla Pizzi volt.
- 1955: az olasz közszolgálati televízió a Rai is bekapcsolódott a közvetítésbe, addig a fesztivált rádión közvetítették csak
- 1958: A műsort innentől az Eurovíziós Hálózaton is közvetítik.
- 1968: A versenyzők csak ettől az évtől csak egy dallal vehetnek részt a versenyen.
- 1972: A versenydalok kislemezre vételét és eladását ismét engedélyezik.
- 1973: Külföldi közvetítő csatornáknak köszönhetően, a fesztivált először színesben veszik fel. Mivel a Rai a saját rendszerét próbálja kidolgozni a színes adásokra, emiatt Európában a legkésőbb 1977-ben térnek csak át a színes sugárzásra, mikor átveszik a PAL rendszert, így 1977-ig a Rai fekete-fehérben sugározza még a műsort.
- 1974: Bevezetik a Nagy és a Törtetők kategóriát a versenyzőknek.
- 1976: A fesztivál történetében először a versenydalok zenei alapját előre felveszik, élő zenekari kíséret még megmarad a fesztiválon.
- 1977: Olaszország a PAL-rendszer alkalmazásával áttér a színes sugárzásra, a fesztivál helyszíne áttevődik a több nézőt befogadó Ariston Színházba.
- 1980: Megszűnik a zenekari kíséret, minden énekes előre felvett zenei alapra énekel a versenyen.
- 1981: A fesztivál történetében először engedélyezik, hogy egy teljes egészében nem olasz nyelvű versenydal is induljon azzal a feltétellel, hogy a dalszerzők közt legalább egynek olasz nemzetiségűnek kell lennie.
- 1982: Létrehozzák a Kritikusok Díját.
- 1984: Ezen a fesztiválon lehetett először a Totip lóversenyfogadás keretében fogadni a fesztivál győztesére és első helyezettjeire. A játékosoknak egy szelvényt kellett kitölteni a személyes adataival. A totip keretében fogadni 1989-ben lehetett utoljára a győztesre. A fesztivál vendégelőadója a Queen volt akik a Radio Ga Ga dalt énekelték el.
- 1986: A fesztivál történetében először lesz vezető műsorvezetőnő Loretta Goggi komika személyében.
- 1987: Az ez évi fesztiválon mértek először nézettséget, amit az Auditel cég végez azóta is. A mért adatok alapján az az évi fesztivált nézték eddig a legtöbben 68,71%-os aránnyal, majdnem 16 millióan.
- 1990: A fesztiválon ismét lett zenekar, akik a versenydaloknak adják a kíséretet. 1977 óta az első fesztivál, amit nem az Ariston Színházban tartanak az ott zajló felújítási munkák miatt. A fesztivált a Sanremói Virágpiac csarnokában rendezik meg.
- 1991: Visszatért a fesztivál az Ariston Színházba.
- 1994: A fesztivál külföldi sztárvendége Elton John volt, aki RuPaul amerikai transzvesztita énekessel, előadóművésszel duettben énekelt el Don't Go Breaking My Heart című dalát.
- 1995: Az 1987-es fesztivál óta, a legnézettebb fesztivál volt Pippo Baudo műsorvezetésével.
- 2008: Minden idők legrosszabb nézettségét hozta az ez évi fesztivál, az átlagos néző szám nem érte el a 10 millió főt, amire azóta sem volt példa. A fesztiválnak először Osvárt Andrea személyében magyar műsorvezetője volt. Pippo Baudo utolsó műsorvezetése volt ez, ez volt neki a 13. fesztivált amit vezetett.
- 2010: A 60. fesztivált egyetlen egy műsorvezető, Antonella Clerici vezette.
- 2011: A fesztivál Giovanni kategóriájának győztese, Raphael Gualazzi képviselhette a 14 éves kihagyás után visszatérő Olaszországot, az Eurovíziós Dalfesztiválon.
- 2020: Hosszú idők óta az egyik legnézettebb fesztivál. Az átlagos nézettség 54%-os volt, amelynél nagyobb nézettséget utoljára az 1999-es fesztivál tudott produkálni.
- 2021: Zlatan Ibrahimović énekelt vendégfellépőként a fesztiválon. A koronavírus-világjárvány miatt a fesztivál történebén először nem volt nézőközönség.

## Műsorvezetők
- 1951: Nunzio Filogamo
- 1952: Nunzio Filogamo
- 1953: Nunzio Filogamo
- 1954: Nunzio Filogamo
- 1955: Armando Pizzo – Maria Teresa Ruta
- 1956: Fausto Tommei
- 1957: Nunzio Filogamo – Marisa Allasio – Fiorella Mari
- 1958: Gianni Agus – Fulvia Colombo
- 1959: Enzo Tortora – Adriana Serra
- 1960: Enza Sampò – Paolo Ferrari
- 1961: Lilly Lembo – Giuliana Calandra
- 1962: Renato Tagliani – Laura Efrikian – Vichy Ludovisi
- 1963: Mike Bongiorno – Edy Campagnoli – Rossana Armani
- 1964: Mike Bongiorno – Giuliana Lojodice
- 1965: Mike Bongiorno – Grazia Maria Spina
- 1966: Mike Bongiorno – Paola Penni – Carla M. Puccini
- 1967: Mike Bongiorno – Renata Mauro
- 1968: Pippo Baudo – Luisa Rivelli
- 1969: Nuccio Costa – Gabriella Farinon
- 1970: Nuccio Costa – Enrico Maria Salerno – Ira Furstemberg
- 1971: Carlo Giuffrè – Elsa Martinelli
- 1972: Mike Bongiorno – Sylva Koscina
- 1973: Mike Bongiorno – Gabriella Farinon
- 1974: Corrado Mantoni – Gabriella Farinon
- 1975: Mike Bongiorno – Sabina Ciuffini
- 1976: Giancarlo Guardabassi
- 1977: Mike Bongiorno – Maria Giovanna Elmi
- 1978: Beppe Grillo – Maria Giovanna Elmi – Stefania Casini
- 1979: Mike Bongiorno – Annamaria Rizzoli
- 1980: Claudio Cecchetto – Roberto Benigni – Olimpia Carlisi – Daniele Piombi
- 1981: Claudio Cecchetto – Eleonora Vallone – Nilla Pizzi
- 1982: Claudio Cecchetto – Patrizia Rossetti – Daniele Piombi
- 1983: Andrea Giordana – Emanuela Falcetti – Anna Pettinelli – Isabel Russinova – Daniele Piombi
- 1984: Pippo Baudo – Elisabetta Gardini – Edy Angelillo – Viola Simoncini
- 1985: Pippo Baudo – Patty Brard
- 1986: Loretta Goggi – Anna Pettinelli – Sergio Mancinelli – Mauro Micheloni
- 1987: Pippo Baudo – Carlo Massarini
- 1988: Miguel Bosé – Gabriella Carlucci – Carlo Massarini
- 1989: Rosita Celentano – Paola Dominguin – Danny Quinn – Gianmarco Tognazzi
- 1990: Johnny Dorelli – Gabriella Carlucci
- 1991: Edwige Fenech – Andrea Occhipinti
- 1992: Pippo Baudo – Milly Carlucci – Alba Parietti – Brigitte Nielsen
- 1993: Pippo Baudo – Lorella Cuccarini
- 1994: Pippo Baudo – Anna Oxa
- 1995: Pippo Baudo – Anna Falchi – Claudia Koll
- 1996: Pippo Baudo – Valeria Mazza – Sabrina Ferilli
- 1997: Mike Bongiorno – Piero Chiambretti – Valeria Marini
- 1998: Raimondo Vianello – Eva Herzigová – Veronica Pivetti
- 1999: Fabio Fazio – Renato Dulbecco – Laetitia Casta
- 2000: Fabio Fazio – Luciano Pavarotti – Teo Teocoli – Ines Sastre
- 2001: Raffaella Carrà – Megan Gale – Enrico Papi – Massimo Ceccherini
- 2002: Pippo Baudo – Manuela Arcuri – Vittoria Belvedere
- 2003: Pippo Baudo – Serena Autieri – Claudia Gerini
- 2004: Simona Ventura – Paola Cortellesi – Gene Gnocchi
- 2005: Paolo Bonolis – Antonella Clerici – Federica Felini
- 2006: Giorgio Panariello – Victoria Cabello – Ilary Blasi
- 2007: Pippo Baudo – Michelle Hunziker
- 2008: Pippo Baudo - Piero Chiambretti - Osvárt Andrea - Bianca Guaccero
- 2009: Paolo Bonolis - Luca Laurenti
- 2010: Antonella Clerici
- 2011: Gianni Morandi - Elisabetta Canalis - Belen Rodriguez - Luca Bizzarri - Paolo Kessisoglu
- 2012: Gianni Morandi – Ivana Mrazova – Rocco Papaleo
- 2013: Fabio Fazio – Luciana Littizzetto
- 2014: Fabio Fazio – Luciana Littizzetto
- 2015: Carlo Conti – Arisa – Emma – Rocío Muñoz Morales
- 2016: Carlo Conti – Gabriel Garko – Virginia Raffaele – Madalina Ghenea
- 2017: Carlo Conti – Maria De Filippi
- 2018: Claudio Baglioni, Michelle Hunziker, Pierfrancesco Favino
- 2019: Claudio Baglioni, Virginia Raffaele, Claudio Bisio
- 2020: Amadeus(wd)
- 2021: Amadeus, Fiorello
- 2022: Amadeus
- 2023: Amadeus, Gianni Morandi
- 2024: Amadeus
- 2025: Carlo Conti
- 2026: Carlo Conti

## Győztesek
A legtöbbször (négyszer) Claudio Villa és Domenico Modugno diadalmaskodott. A legtöbb női győzelmet (3) Iva Zanicchi érte el. 1956 és 1966 között, valamint 2015 óta (egy kivétellel) a győztes dal automatikusan az Eurovíziós Dalfesztivál olasz indulója lett.

### Nagyok kategória
- 1951: Nilla Pizzi – Grazie dei fiori
- 1952: Nilla Pizzi – Vola colomba
- 1953: Carla Boni és Flo Sandon’s – Viale d'autunno
- 1954: Giorgio Consolini és Gino Latilla – Tutte le mamme
- 1955: Claudio Villa és Tullio Pane – Buongiorno tristezza
- 1956: Franca Raimondi – Aprite le finestre
- 1957: Claudio Villa és Nunzio Gallo – Corde della mia chitarra – Az 1957-es Eurovíziós Dalfesztivál negyedik helyezettje
- 1958: Domenico Modugno és Johnny Dorelli – Nel blu dipinto di blu (Volare) – Az 1958-as Eurovíziós Dalfesztivál harmadik helyezettje
- 1959: Domenico Modugno és Johnny Dorelli – Piove (Ciao ciao bambina) – Az 1959-es Eurovíziós Dalfesztivál hatodik helyezettje
- 1960: Tony Dallara és Renato Rascel – Romantica
- 1961: Betty Curtis és Luciano Tajoli – Al di là – Az 1961-es Eurovíziós Dalfesztivál ötödik helyezettje
- 1962: Domenico Modugno és Claudio Villa – Addio addio
- 1963: Tony Renis és Emilio Pericoli – Uno per tutte – Az 1963-as Eurovíziós Dalfesztivál harmadik helyezettje
- 1964: Gigliola Cinquetti és Patricia Carli – Non ho l’età (per amarti) – Az 1964-es Eurovíziós Dalfesztivál győztese, Gigliola Cinquetti előadásában
- 1965: Bobby Solo és New Christy Minstrels – Se piangi se ridi – Az 1965-ös Eurovíziós Dalfesztivál ötödik helyezettje
- 1966: Domenico Modugno és Gigliola Cinquetti – Dio come ti amo
- 1967: Claudio Villa és Iva Zanicchi – Non pensare a me
- 1968: Sergio Endrigo és Roberto Carlos – Canzone per te
- 1969: Bobby Solo és Iva Zanicchi – Zingara
- 1970: Adriano Celentano és Claudia Mori – Chi non lavora non fa l’amore
- 1971: Nada és Nicola Di Bari – Il cuore è uno zingaro
- 1972: Nicola Di Bari – I giorni dell'arcobaleno – Az 1972-es Eurovíziós Dalfesztivál hatodik helyezettje
- 1973: Peppino di Capri – Un grande amore e niente più
- 1974: Iva Zanicchi – Ciao cara, come stai?
- 1975: Gilda – Ragazza del sud
- 1976: Peppino di Capri – Non lo faccio più
- 1977: Homo Sapiens – Bella da morire
- 1978: Matia Bazar – …E dirsi ciao!
- 1979: Mino Vergnaghi – Amare
- 1980: Toto Cutugno – Solo noi
- 1981: Alice – Per Elisa
- 1982: Riccardo Fogli – Storie di tutti i giorni
- 1983: Tiziana Rivale – Sarà quel che sarà
- 1984: Al Bano & Romina Power – Ci sarà
- 1985: Ricchi e Poveri – Se m’innamoro
- 1986: Eros Ramazzotti – Adesso tu
- 1987: Gianni Morandi, Umberto Tozzi, Enrico Ruggeri – Si può dare di più
- 1988: Massimo Ranieri – Perdere l’amore
- 1989: Anna Oxa és Fausto Leali – Ti lascerò
- 1990: Pooh és Dee Dee Bridgewater – Uomini soli
- 1991: Riccardo Cocciante és Sarah Jane Morris – Se stiamo insieme
- 1992: Luca Barbarossa – Portami a ballare
- 1993: Enrico Ruggeri – Mistero
- 1994: Aleandro Baldi – Passerà
- 1995: Giorgia – Come saprei
- 1996: Ron és Tosca – Vorrei incontrarti fra 100 anni
- 1997: Jalisse – Fiumi di parole – Az 1997-es Eurovíziós Dalfesztivál negyedik helyezettje
- 1998: Annalisa Minetti – Senza te o con te
- 1999: Anna Oxa – Senza pietà
- 2000: Piccola Orchestra Avion Travel – Sentimento
- 2001: Elisa – Luce (Tramonti a nord est)
- 2002: Matia Bazar – Messaggio d'amore
- 2003: Alexia – Per dire di no
- 2004: Marco Masini – L’uomo volante
- 2005: Francesco Renga – Angelo
- 2006: Povia – Vorrei avere il becco
- 2007: Simone Cristicchi – Ti regalerò una rosa
- 2008: Giò Di Tonno és Lola Ponce - Colpo di fulmine
- 2009: Marco Carta - La forza mia
- 2010: Valerio Scanu - Per tutte le volte che
- 2011: Roberto Vecchioni – Chiamami ancora amore
- 2012: Emma – Non è l'inferno
- 2013: Marco Mengoni – L’essenziale – A 2013-as Eurovíziós Dalfesztivál hetedik helyezettje
- 2014: Arisa – Controvento
- 2015: Il Volo – Grande amore – A 2015-ös Eurovíziós Dalfesztivál harmadik helyezettje
- 2016: Stadio – Un giorno mi dirai
- 2017: Francesco Gabbani – Occidentali’s Karma – A 2017-es Eurovíziós Dalfesztivál hatodik helyezettje
- 2018: Ermal Meta és Fabrizio Moro – Non mi avete fatto niente – A 2018-as Eurovíziós Dalfesztivál ötödik helyezettje
- 2019: Mahmood – Soldi – A 2019-es Eurovíziós Dalfesztivál második helyezettje
- 2020: Diodato - Fai rumore – A 2020-as Eurovíziós Dalfesztivál olasz indulója lett volna
- 2021: Måneskin - Zitti e buoni – A 2021-es Eurovíziós Dalfesztivál győztese
- 2022: Mahmood & Blanco - Brividi – A 2022-es Eurovíziós Dalfesztivál hatodik helyezettje
- 2023: Marco Mengoni – Due vite – A 2023-as Eurovíziós Dalfesztivál negyedik helyezettje
- 2024: Angelina Mango – La noia – A 2024-es Eurovíziós Dalfesztivál hetedik helyezettje
- 2025: Olly – Balorda nostalgia

### A „Giovani” (fiatalok) kategória győztesei
- 1984: Eros Ramazzotti – Terra promessa
- 1985: Cinzia Corrado – Niente di più
- 1986: Lena Biolcati – Grande grande amore
- 1987: Michele Zarrillo – La notte dei pensieri
- 1988: Future – Canta con noi
- 1989: Mietta – Canzoni
- 1990: Marco Masini – Disperato
- 1991: Paolo Vallesi – Le persone inutili
- 1992: Aleandro Baldi és Francesca Alotta – Non amarmi
- 1993: Laura Pausini – La solitudine
- 1994: Andrea Bocelli – Il mare calmo della sera
- 1995: Neri per Caso – Le ragazze
- 1996: Syria – Non ci sto
- 1997: Paola & Chiara – Amici come prima
- 1998: Annalisa Minetti – Senza te o con te
- 1999: Alex Britti – Oggi sono io
- 2000: Jenny B – Semplice sai
- 2001: Gazosa – Stai con me (Forever)
- 2002: Anna Tatangelo – Doppiamente fragili
- 2003: Dolcenera – Siamo tutti là fuori
- 2005: Laura Bono – Non credo ai miracoli
- 2006: Riccardo Maffoni – Sole negli occhi
- 2007: Fabrizio Moro – Pensa
- 2008: Sonohra - L’amore
- 2009: Arisa - Sinceritá
- 2010: Tony Maiello - Il linguaggio della resa
- 2011: Raphael Gualazzi – Follia d’amore – A 2011-es Eurovíziós Dalfesztivál második helyezettje
- 2012: Alessandro Casillo – È vero (che ci sei)
- 2013: Antonio Maggio – Mi servirebbe sapere
- 2014: Rocco Hunt – Nu juorno buono
- 2015: Giovanni Caccamo – Ritornerò da te
- 2016: Francesco Gabbani – Amen
- 2017: Lele – Ora mai
- 2018: Ultimo – Il ballo delle incertezze
- 2019: Einar – Centomila volte és Mahmood – Gioventù bruciata

## Nézettségi adatok
A nézettséget az Auditel cég végzi 1987 óta.
| Adott fesztivál éve | Nézők átlagos száma (fő) | Átlagos részarány |
| ------------------- | ------------------------ | ----------------- |
| 37° (1987)          | 15 950 000               | 68,71%            |
| 38° (1988)          | 14 400 000               | 63,35%            |
| 39° (1989)          | 15 000 000               | 66,13%            |
| 40° (1990)          | 14 316 000               | 63,88%            |
| 41° (1991)          | 13 786 000               | 52,29%            |
| 42° (1992)          | 15 275 000               | 60,32%            |
| 43° (1993)          | 15 267 000               | 56,11%            |
| 44° (1994)          | 12 625 000               | 53,63%            |
| 45° (1995)          | 16 845 000               | 66,42%            |
| 46° (1996)          | 12 734 000               | 52,99%            |
| 47° (1997)          | 13 937 000               | 58,11%            |
| 48° (1998)          | 13 694 000               | 52,62%            |
| 49° (1999)          | 14 548 000               | 56,02%            |
| 50° (2000)          | 12 920 000               | 54,25%            |
| 51° (2001)          | 10 989 000               | 47,42%            |
| 52° (2002)          | 11 479 000               | 54,02%            |
| 53° (2003)          | 8 888 000                | 43,44%            |
| 54° (2004)          | 8 947 000                | 38,98%            |
| 55° (2005)          | 11 366 000               | 52,79%            |
| 56° (2006)          | 9 017 000                | 40,17%            |
| 57° (2007)          | 9 731 000                | 48,07%            |
| 58° (2008)          | 6 810 000                | 36,56%            |
| 59° (2009)          | 10 335 000               | 47,96%            |
| 60° (2010)          | 10 924 000               | 47,84%            |
| 61° (2011)          | 11 450 600               | 47,70%            |
| 62° (2012)          | 11 136 000               | 47,29%            |
| 63° (2013)          | 11 936 600               | 47,49%            |
| 64° (2014)          | 8 763 000                | 39,32%            |
| 65° (2015)          | 10 837 000               | 48,64%            |
| 66° (2016)          | 10 746 429               | 49,58%            |
| 67° (2017)          | 10 853 000               | 50,42%            |
| 68° (2018)          | 10 869 000               | 52,16%            |
| 69° (2019)          | 9 763 000                | 49,38%            |
| 70° (2020)          | 10 114 000               | 54,78%            |
| 71° (2021)          | 8 466 000                | 46,24%            |
| 72° (2022)          | 11 270 000               | 58,00%            |
| 73° (2023)          | 10 784 000               | 62,96%            |

## Bakik és botrányok
- 1980: Roberto Benigni műsorvezetőként egy percen keresztül csókolta Olimpia Carlisi műsorvezetőtársát élőben és utána II. János Pál pápát gúnyolta ki Wojtylaccio-nak (Wojtylácska - utalva a Pápa nevére) nevezte. Benignit az államvallás megsértésével vádolták meg.[2]
- 1982; 1983: Vasco Rossi a Vado al massimo című dalát énekelte el, majd a dal végén a nézőtérnek és a kamerának a középső ujját mutatta fel, így fejezve ki nem tetszését amiatt, hogy akkoriban a fesztiválon az énekesek playbackre tátogtak. 1983-ban ugyancsak részt vett a fesztiválon a Vita spericolata dalát adta elő, majd a dal befejezte előtt lement a színpadról. [3]
- 1986: Loredana Bertè énekesnő Re című dalát terhes nőnek beöltözve, illetve fekete menyasszonyi ruhában adta elő.
- 1989: A fesztivál eredeti műsorvezetője Renato Pozzetto színész lett volna, ám a műsorvezetést az utolsó percekben lemondta, amely nehéz helyzet elé állította a szervezőket. A fesztivál szervezői a műsorvezetésre négy híresség gyermekét választották ki: Paola Dominguint - Lucia Bosé színésznő lánya és Miguel Bosé énekes húga, Rosita Celentanot - Adriano Celentano és Claudia Mori lánya ; Danny Quinnt - Anthony Quinn fia - és Gianmarco Tognazzit - Ugo Tognazzi fia. Mivel a négy fiatal nem rendelkezett kellő tapasztalattal, gyakori bakikat vétettek a műsorvezetés alatt: összekeverték az énekesek nevét és a dalok címét, gyakoriak voltak a nyelvbotlások, nem a megfelelő felkonferáló szöveget olvasták fel. Domenico Modugno énekest Paola Dominguin véletlenül Renato Modugnóként konferálta fel. Az ez évi fesztivál sokaknak az egyik legrosszabb műsorvezetésű volt. [4]
- 1991: Sabrina Salerno és Jo Squillo közösen adta elő a  "Siamo donne, oltre alle gambe c’è di più" (Nők vagyunk, a lábakon kívül más is van) című dalt, amiben bikiniben és miniszoknyában léptek színpadra. [5]
- 1993: A fesztivál eredményhirdetésekor Pippo Baudo olvasta le a pontszámokat a kijelzőről, mikor az 5. helyezettként Renato Zerót mondta be, a közönség kifütyülte őt és üvöltötték, hogy „Renatót akarjuk!”. Pippo egy percig nem beszélt, majd behívták az első 3 helyezett versenyzőt.[6]
- 1995: Az élő adásban öngyilkossági kísérletet akart végrehajtani Pino Pagano néző, aki a színházban a nézőtéren az erkély középpáholyáról akart leugrani. Pippo Baudo volt a műsorvezető, aki nem veszítve el hidegvérét felment Pinohoz és bemászott az erkély azon részéhez ahonnan le akart Pino ugrani és megmentette az öngyilkosságtól. Pinot már a rendvédelmi erők emberei várták. Ez a fesztivál volt hosszú idők után a legnézettebb, ám később megvádolták a Rai-t hogy az öngyilkossági kísérletet szándékosan rendezték meg nézettség növelés miatt, a vádat a Rai tagadta.[7]
- 2001: A fesztivál egyik vendégelőadója volt a Placebo együttes, akik a Special K című dalt adták elő. A dal kezdetekor Brian Molko énekes középső ujját mutatta a kamerának, amivel a közönség nem tetszését vívta ki, majd a dal végén Brian szétverte a gitárt az erősítőn így tiltakozva a playback ellen. A közönség kifütyülte Briant és bekiabáltak neki, melyek közül a scemo (hülye) és buffone (őrült) szavak hallatszottak az élő adásban. A bekiabálások után a Rai megszakította az adást és reklámot adott le. Briant közben biztonsági őrök vezették le a színpadról, majd a műsorvezető Raffaella Carrával folytatódott az élő közvetítés. Raffaella elnézést kért a közönségtől a történtek miatt.[8] A nézettségmérések kezdete óta a 2001-es volt az első fesztivál, ami negatív nézettségi rekordot hozott.
- 2009: Botrányt keltett melegek körében Povia Luca era gay (Luca meleg volt) című dala, amelyben egy olyan férfiról van szó, aki régen meleg volt, de megismert egy nőt akibe szerelmes lett. Az Arcigay melegjogi szervezet tüntetésre szólította fel a melegeket.[9]
- 2019: Az eredményhirdetéskor sokan Loredana Bertèt az első három helyezett között várták az újságírók értékelése alapján, de Loredana a negyedik lett. A nézőtéren hatalmas felháborodás lett, két percen át kifütyülték a műsorvezetőket. A másnapi Domenica In műsorfolyamban – amit ilyenkor hagyományosan Sanremóból közvetítenek – való megjelenést az eredmény miatt visszautasította Loredana Bertè, Arisa(wd), Paola Turci és Irama(wd).
- 2023: A fesztivál első estéjén Blanco épp a L'isola delle rose (Rózsák szigete) című dalát adta elő, amikor hangprobléma miatt nem hallotta a saját hangját a fülmonitorban előadás közben, majd emiatt dührohamot kapott és szétrúgta a színpadon berendezett díszletet.[10]

## Kritikák
A leggyakoribb kritika, hogy a dalversenyen csak a popdalok jelennek meg, a rockdalok ellenben sosem. Gyakran előfordult, hogy a rossz helyezést elérő dal, később a slágerlistákon jobb helyezést ér el a győztes dalnál.
A másik tipikus kritika, hogy a fesztivál túl nagy teret ad a politikának. Előfordult hogy a szakmai és az újságírói zsűri politikai okokból pontozott le egy-egy, dalt illetve hogy a szavazásokat politikai okokból manipulálják.  

## Külső hivatkozások
- Festival di Sanremo – Hivatalos oldal
- SanremoStory
- Linksanremo
- Festival di Sanremo – független oldal Archiválva 2018. augusztus 24-i dátummal a Wayback Machine-ben
- Sanremo város honlapja